# Dearne
La Dearne est une rivière dans le Yorkshire du Sud, en Angleterre, et un affluent du Don, donc un sous-affluent de la Trent par l'Ouse du Yorkshire.

## Géographie
Elle coule rudement vers l'est sur plus de trente kilomètres, de sa source à la limite du Yorkshire de l'Ouest, puis passe à travers Denby Dale, Clayton West, Darton, Barnsley, Darfield, Wath upon Dearne et Bolton upon Dearne, jusqu'à son confluent avec le Don à Conisbrough.
Le haut Dearne est longé par le Dearne Way, un sentier pour les piétons passant à travers la campagne de Dearne Head à Barnsley. La vallée inférieure de la Dearne  s'appelle également Dearne Valley.
Les attractions le long de la Dearne sont le parc de sculpture du Yorkshire à Bretton Hall (Yorkshire Sculpture Park), et le prieuré de Bretton (Monk Bretton Priory)[réf. souhaitée].